# Moltó de Panurge

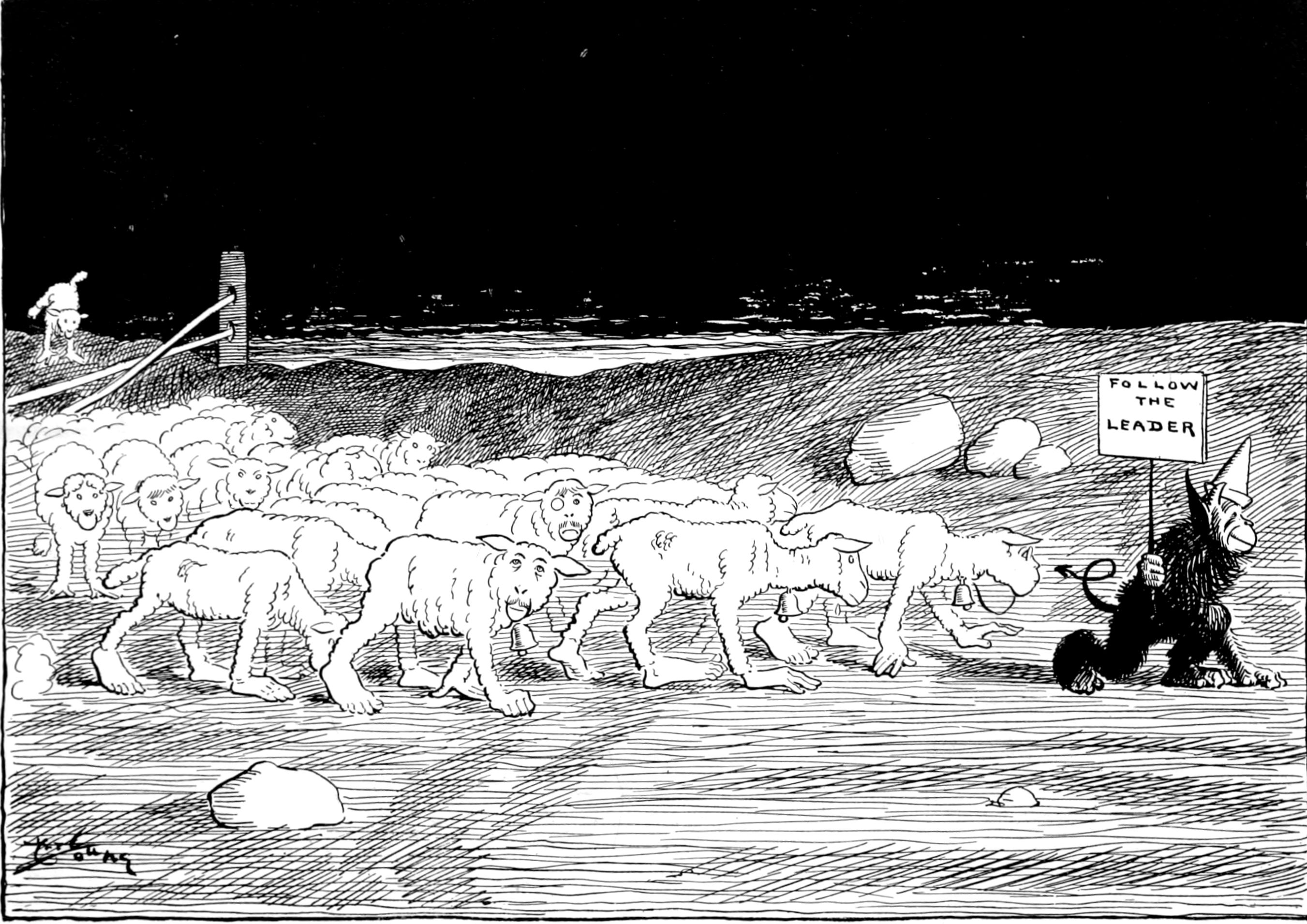
Il·lustració d' Art Young utilitzant la mateixa metàfora.

L'expressió " Moltó de Panurge " denota un seguidor o persona que imita sense fer preguntes, que segueix instintivament el que fa el major nombre i s'integra en un moviment col·lectiu sense exercir el seu esperit crític o ni tan sols mostrar la intel·ligència que es pot esperar del raonament d'un ésser humà.
En la vida corrent, l'expressió "moltons de Panurge" s'invoca per a condemnar l'esperit gregari de certes comunitats que segueixen cegament el seu líder sense raonar-ne els motius.

## Origen
L'expressió pren el seu origen a partir d'un episodi del quart llibre de François Rabelais, sense ser-hi exactament en aquests termes .
Mentre Pantagruel i els seus companys, inclòs Panurge, viatgen pel mar per anar a consultar "l'Oracle, s'embarquen en un vaixell comercial i es familiaritzen amb els passatgers. Esclata un altercat entre el mercader Dindenault i Panurge, el primer s'ha burlat de la vestimenta ridícula del segon. Després de la tornada a la calma, Panurge decideix comprar-li un moltó. La transacció s'arrossega perquè el ramat pertany a la raça dels Crisomallos, el moltó amb el velló d'or, fet que explica el seu alt cost.
| « | Panurge, després d'intentar prescindir de la discussió sobre les meravelloses propietats d'aquestes bèsties, finalment en compra un i el llença a l'aigua. La resta del ramat s'unirà al seu congènere, portant Dindenault i els altres pastors que intenten contenir-los aferrant-se a ells. Extret de Quart Llibre, capítol VIII | » |

Per a aquest episodi, Rabelais s'inspira en Les Macaronées de Folengo, on Cingar, per venjar Balde i el seu seguici d'una disputa amb pagesos, practica la mateixa estratagema.

## Usos de la locució
- Le Mouton de Panurge, títol d'una cançó de Georges Brassens.
- Les Moutons, títol d'una cançó de Richard Gotainer.[2]